# Карло Тренхардт
Карло Тренхардт (нім. Carlo Thränhardt; 5 липня 1957, Бад-Лаухштедт, Саксонія-Ангальт) — західнонімецький легкоатлет, спеціаліст зі стрибків у висоту. Виступав за збірну ФРН з легкої атлетики у 1977—1991 роках, чемпіон Європи в приміщенні, володар бронзової медалі чемпіонату Європи, переможець та призер першостей національного значення, чинний рекордсмен Європи у стрибках у висоту в приміщенні, учасник двох літніх Олімпійських ігор.

## Біографія
Карло Тренхардт народився 5 липня 1957 року в місті Бад-Лаухштедт, ФРН.
У січні 1987 року на змаганнях у Зіммераті встановив світовий рекорд у стрибках у висоту у закритих приміщеннях — 2,40 метра. Пізніше виграв срібну медаль на чемпіонаті Європи у приміщенні у Льєвені, виступив на чемпіонаті світу у приміщенні в Індіанаполісі, посів восьме місце на чемпіонаті світу у Римі .
У 1986 році отримав срібло на чемпіонаті Європи в приміщенні в Мадриді, вперше в кар'єрі здобув перемогу на чемпіонаті Західної Німеччини у стрибках у висоту та взяв бронзу на чемпіонаті Європи в Штутгарті.
На міжнародному турнірі Internationales Hochsprung-Meeting Eberstadt 1979 року разом із співвітчизниками Дітмаром Мегенбургом та Гердом Нагелем стрибнув на 2,30 метра, встановивши тим самим новий національний рекорд. Це був перший випадок в історії, коли в рамках одного турніру одразу троє спортсменів змогли взяти цю висоту.
У 1980 році показав четвертий результат на чемпіонаті Європи в приміщенні в Зіндельфінгені . Розглядався як кандидат на участь у літніх Олімпійських іграх у Москві, проте ФРН разом із кількома іншими західними країнами бойкотувала ці змагання з політичних причин. Натомість Тренхардт виступив на альтернативному турнірі Liberty Bell Classic у Філадельфії, де взяв у своїй дисципліні бронзу.
У 1978 році став дев'ятим на чемпіонаті Європи у приміщенні в Мілані та п'ятим на чемпіонаті Європи у Празі.
У 1981 році отримав срібло на чемпіонаті Європи у приміщенні у Греноблі.
У 1983 році на чемпіонаті Європи у приміщенні у Будапешті перевершив усіх суперників у стрибках у висоту та завоював золоту медаль. Брав участь у вперше проведеному чемпіонаті світу з легкої атлетики в Гельсінкі, де посів підсумкове сьоме місце.
У 1984 році став срібним призером на чемпіонаті Європи в приміщенні в Гетеборг, тоді як на змаганнях в Рієті встановив свій особистий рекорд на відкритому стадіоні — 2,37 метра. Завдяки низці вдалих виступів отримав право захищати честь країни на Олімпійських іграх 1984 року в Лос-Анджелесі — з результатом 2,15 у фіналі закрив десятку найсильніших.
У 1985 році відзначився виступом на Всесвітніх легкоатлетичних іграх у приміщенні в Парижі, ставши п'ятим.
У 1982 році показав шостий результат на чемпіонаті Європи у приміщенні у Мілані.
У січні 1987 року на змаганнях у Зіммераті встановив світовий рекорд у стрибках у висоту у закритих приміщеннях — 2,40 метра. Пізніше виграв срібну медаль на чемпіонаті Європи у приміщенні у Льєвені, виступив на чемпіонаті світу у приміщенні в Індіанаполісі, посів восьме місце на чемпіонаті світу у Римі.
У лютому 1988 року в Берліні оновив світовий рекорд у стрибках у висоту в приміщенні до 2,42 метра (даний результат досі залишається рекордом Європи), тоді як на чемпіонаті Європи в приміщенні в Будапешті був восьмим. Перебуваючи серед найсильніших стрибунів світу, пройшов відбір на Олімпійські ігри в Сеулі — у фіналі стрибнув на 2,31 метра, розташувавшись у підсумковому протоколі змагань на 7-му місті.
На чемпіонаті світу у приміщенні 1989 року у Будапешті був п'ятим.
На чемпіонаті Європи 1990 року у Спліті з результатом 2,20 не пройшов у фінал.
У 1991 році знову став чемпіоном Німеччини зі стрибків у висоту і незабаром завершив спортивну кар'єру.
Згодом працював з тенісистами тренером з фітнесу та ментальної підготовки, співпрацював з Федерацією тенісу Німеччини, зокрема зробив значний внесок у підготовку німецького тенісиста Бориса Бекера. Також проявив себе в комерції, виступав із лекціями, брав участь у різних німецьких ток-шоу. Захоплювався гольфом та баскетболом. Був рекордсменом світу зі стрибків у висоту серед ветеранів — у категоріях М35 та М55.

## Особисте життя
Карло Тренхардт був одружений зі своєю багаторічною партнеркою, стоматологинею Констанце Лінге (пізніше Лінге-Трангардт), з травня 2010 року до її смерті в січні 2019 року. У 1999 році в них народився син Діон.
У 2019 році він познайомився зі своєю новою партнеркою, з якою має доньку (2022 року народження). Сім'я живе в Мюнхені.